# Hypothèse de l'impact cosmique du Dryas récent

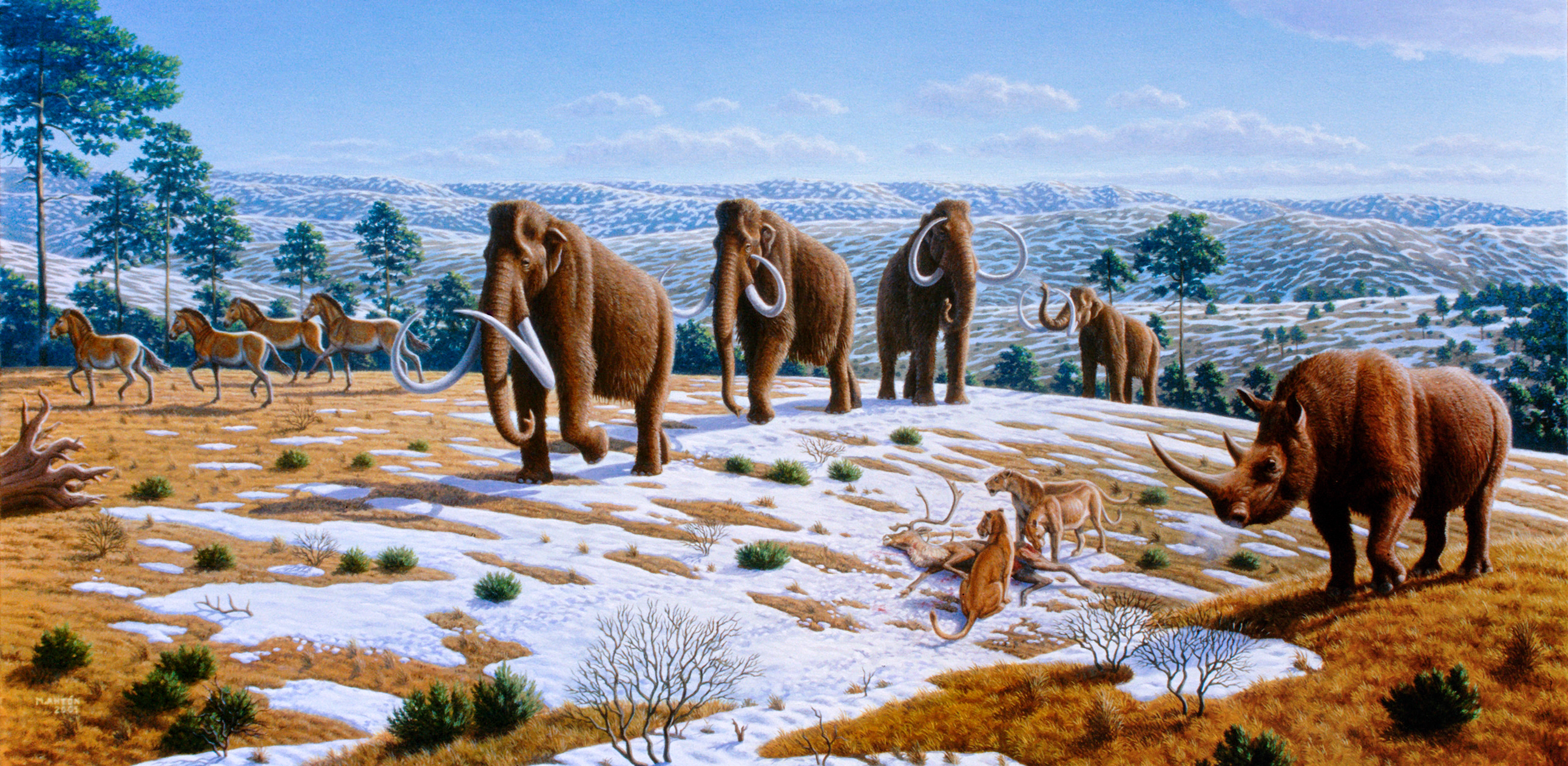
Mégafaune du Pléistocène.

L'hypothèse de l'impact cosmique du Dryas récent, appelée aussi hypothèse de la comète de Clovis, est une hypothèse controversée proposée en 2007 qui lie le retour de conditions glaciaires sur l'ensemble de la planète, l'extinction de la mégafaune du Pléistocène et la disparition de la culture Clovis en Amérique du Nord, à un impacteur qui aurait touché la Terre à la fin de la dernière période glaciaire.

## Description
L'extinction d'une trentaine d'espèces de grands mammifères terrestres (mégafaune du Pléistocène, telle que mammouths, paresseux terrestres, chevaux, chameaux, smilodons, etc.), l'identification de gigantesques incendies de forêts et la brutale disparition supposée de la culture Clovis en Amérique du Nord, seraient contemporaines du début de la période glaciaire du Dryas récent, il y a environ 12 900 ans. L'absence apparente de cratère et de minéraux choqués à cette époque s'expliquerait par l'explosion d'une comète de 3 km (dénommée « comète de Clovis » par les chercheurs américains), ou plus précisément d'une pluie de comètes, avant qu'elles touchent terre.
L'hypothèse formulée en 2007 par des chercheurs américains, rassemblés autour de D.J. Kennett, s'appuie sur les analyses sédimentaires de sites archéologiques liés à la culture Clovis qui révèlent une nappe noire épaisse (couche d'une dizaine de centimètres, dénommée « black mat ») riche en carbone (vestige supposé des incendies) et avec une concentration anormale d'iridium, un élément lourd et rare à la surface de la Terre et qui a souvent une origine extraterrestre. De plus, des nanodiamants (en) et des fullerènes, caractéristiques exclusives d'échantillons de matières extraterrestres, ont aussi été trouvés. Un modèle par Kennett et al. 2015 s'appuyant sur un grand nombre de datations au carbone 14 pour déterminer le début du Dryas récent sur la base de cette hypothèse, indique une date comprise entre 12 835 et 12 735 ans avant le présent (AP).

## Controverse
L'hypothèse cométaire comme facteur central d'une suite de réactions en chaine (refroidissement climatique, perturbation de la chaîne alimentaire) conduisant à une extinction massive reste cependant controversée. Les plus récentes recherches (2020) montrent qu'il est très improbable que les échantillons datés utilisés par Kennett et al. 2015 pour leur modèle se soient déposés simultanément. D'autres recherches récentes contestent également cette hypothèse.
L'extinction de la mégafaune du Pléistocène en Amérique et en Eurasie s'est en réalité produite sur une période relativement longue, d'une durée de plusieurs millénaires et qui chevauche la fin du Pléistocène supérieur et l'Holocène. La culture Clovis d'Amérique du Nord n'aurait pas disparu mais se serait fragmentée en différentes cultures régionales au cours des périodes suivantes. Un éventuel impact cosmique, s'il était confirmé, aurait pu avoir des conséquences moindres que ce qui est envisagé dans la présente théorie.